# کویریوکس
کویریوکس (به فرانسوی: Cuirieux) یک کمون (فرانسه) در فرانسه است که در ان (ا-دو-فرانس) واقع شده‌است. کویریوکس ۶٫۴۶ کیلومتر مربع مساحت دارد ۸۳ متر بالاتر از سطح دریا واقع شده‌است.